# Vollenhovia nitida
Vollenhovia nitida é uma espécie de formiga do gênero Vollenhovia, pertencente à subfamília Myrmicinae.